# François Émile Michel
François Émile Michel (Metz, 19 luglio 1828 – Parigi, 23 maggio 1909) è stato un pittore, critico d'arte e storico dell'arte francese.

## Biografia
Michel fu studente di Auguste Migette e Laurent-Charles Maréchal, tra i principali esponenti della Scuola di Metz. Iniziò ad esporre le sue opere nel 1853. Fu  scrittore della Gazette des Beaux-Arts e di altri periodici. Il suo libro più famoso fu sulla vita e le opere di Rembrandt. Fu eletto membro dell'Institut de France nel 1892.

## Opere
- Bords de la Couse à Saillan, Musée de Soissons
- Dans la lande, Palais des Beaux-Arts de Lille
- Le Torrent de Cerveyrieux dans l'Ain, Museo Antoine-Vivenel
- Semailles d'automne, Musée du Louvre

## Pubblicazioni
- La Forêt de Fontainebleau dans la nature, dans l’histoire, dans la littérature et dans l’art, Renouard, Parigi, 1909.
- Les Maîtres du paysage, Hachette, Parigi, 1906.
- Essais sur l’histoire de l’art, Société d’édition artistique, Parigi, 1900.
- Rubens, sa vie, son œuvre et son temps, Hachette, Parigi, 1900.
- Rembrandt. Sa vie, son œuvre et son temps, Hachette, Parigi, 1893.
- Jacob van Ruysdael et les Paysagistes de l’École de Harlem, Librairie de l’art, Parigi, 1892.
- Les Brueghel. Parigi: Librairie de l’art, 1892
- Hobbéma et les Paysagistes de son temps en Hollande, Librairie de l’art, Parigi, 1890.
- Le Musée de Cologne. Parigi: J. Rouam, 1884.
- Étude historique et critique sur le musée de peinture de la ville de Metz, Blanc, Metz, 1868.